# Avril 1901

## Événements
- 1er avril, Grande-Bretagne : publication du recensement qui dénombre 37.093.436 Britanniques et 4.440.000 Irlandais.
- 2 avril, Chine : sous la pression du Japon et de la Grande-Bretagne, la Chine refuse de céder la Mandchourie à la Russie.
- 6 avril, Paris: inauguration par  le président Émile Loubet de la nouvelle gare de Lyon et son buffet.
- 7 avril, Suisse : la Suisse décide d'extrader une personne soupçonnée d'avoir pris part à l'attentat contre le roi Umberto Ier d'Italie le 29 juillet 1900. Cette décision provoque de violentes manifestations dénonçant une atteinte au droit d'asile.
- 8 avril, Berlin: première course du cycliste noir Major Taylor en Europe.
- 15 avril, Philippines : Emilio Aquinaldo, leader philippin, demande à ses compatriotes de se soumettre aux États-Unis.
- 25 avril : 
  - manifestations en Catalogne contre les Jésuites. La séparation de l'Église et de l'État est réclamée.
  - échanges de lettres entre le ministre français des Affaires étrangères, Théophile Delcassé, et son homologue russe, le comte Lambsdorff au sujet de plans militaires conjoints en prévision d'une guerre contre la Grande-Bretagne.
- 26 avril, Algérie: les habitants de Margueritte (Aïn Torki) sont assaillis par des musulmans. Cinq européens sont tués et la répression fera seize morts parmi les insurgés.
- 28 avril, football: premier match Belgique-Pays Bas remportée par les Néerlandais 8 à 0 (match non officiel).
- 29 avril, Paris: présentation de "L'Ouragan", drame lyrique écrit par Emile Zola et mis en musique par Alfred Bruneau.

## Naissances
- 7 avril : Christopher Wood, peintre anglais († 21 août 1930).
- 13 avril : 
  - Jacques Lacan, psychanalyste français († 9 septembre 1981).
  - Paul Yü Pin, cardinal chinois, archevêque de Nanjing († 16 août 1978).
- 15 avril : René Pleven, homme politique français († 13 janvier 1993).
- 20 avril: Michel Leiris, écrivain, poète, ethnologue français  († 30 Septembre 1990).
- 29 avril : Hirohito, empereur du Japon sous le nom de Shōwa († 7 janvier 1989).